# Camila Márdila
Camila Márdila, född 21 februari 1988 i Taguatinga, är en brasiliansk skådespelare.
Márdila har bland annat medverkat i TV-serierna God morgon, Veronica och Senna.

## Filmografi (i urval)
- 2022–2024 – God morgon, Veronica (TV-serie)
- 2024 – Senna (TV-serie)